# Valea Barnii
Valea Barnii – wieś w Rumunii, w okręgu Alba, w gminie Mogoș. W 2011 roku liczyła 65 mieszkańców.